# グスタボ・バロスケロット
グスタボ・バロスケロット（Gustavo Barros Schelotto, 1973年5月4日 - ）は、アルゼンチン・ブエノスアイレス州ラプラタ出身の元サッカー選手。ポジションはミッドフィールダー。
ボカ・ジュニアーズで活躍したギジェルモ・バロスケロットは双子の兄弟である。

## 経歴
ギジェルモと同じくクラブ・デ・ヒムナシア・イ・エスグリマ・ラ・プラタの下部組織出身。1993年には兄弟共にチームのコパ・センテナリオ・デ・ラAFA優勝に貢献。1997年にはボカ・ジュニアーズに移籍した。
2001年に初めての海外移籍となるビジャレアルCFに移籍したが、7試合にしか出場できなかった。2006年、MLSの下部リーグ的な位置づけであるユナイテッドサッカーリーグのプエルトリコ・アイランダースに移籍した。
2006年に現役引退。

## タイトル
ヒムナシア・ラ・プラタ
- コパ・センテナリオ・デ・ラAFA（スペイン語版）: 1993

ボカ・ジュニアーズ
- プリメーラ・ディビシオン : 1998-99A, 1998-99C, 2000-01A
- コパ・リベルタドーレス : 2000
- インターコンチネンタルカップ : 2000

ラシン・クルブ
- プリメーラ・ディビシオン : 2001-02A